# 吉爾福德鎮區 (印地安納州亨德里克斯縣)
吉爾福德鎮區（英語：Guilford Township）是位於美國印地安納州亨德里克斯縣的一個行政鎮區。

## 地方資料
根據2010年美國人口普查的數據，吉爾福德鎮區的面積為93.06平方千米，當中陸地面積為92.72平方千米，而水域面積為0.34平方千米。當地共有人口27844人，而人口密度為每平方千米299.2人。